# TED (conferință)
TED (Technology, Entertainment, Design – Tehnologie, Divertisment și Design) sunt o serie de conferințe globale susținute de o asociație americană non-profit, Fundația Sapling, organizate pentru a răspândi „ideile care merită promovate”.

## TEDx
TEDx sunt evenimente independente similare TED, care pot fi organizate de oricine care obține o licență liberă de la TED, dându-și acordul să urmeze anumite principii. Evenimentele TEDx sunt non-profit, dar pot avea o taxă de intrare sau sponsorizare comercială pentru a acoperi costurile. În mod similar, speakerii (vorbitorii) nu sunt plătiți. Ei trebuie să renunțe la drepturile de autor asupra materialelor lor, pe care TED le va putea edita și redistribui sub o licență Creative Commons.
La situația din ianuarie 2014, biblioteca de discursuri TEDx conținea cca 30.000 de filmulețe și prezentări din peste 130 de țări.